# Õngu (Fluss)
Der Fluss Õngu (estnisch Õngu jõgi), auch als Õngu-Bach (Õngu oja) bezeichnet, fließt auf der zweitgrößten estnischen Insel, Hiiumaa (deutsch Dagö).

## Beschreibung
Der Fluss ist 6,8 Kilometer lang. Sein Einzugsgebiet umfasst 8,9 km².
Er entspringt in den Mooren Mittel-Hiiumaas und speist sich aus vielen kleineren Quellen. Durch Wiedererrichtung eines Damms fließt er durch den gleichnamigen Stausee Õngu (Õngu paisjärv).
An zahlreichen Stellen ist der Fluss recht tief. Das Wasser ist klar, auch wenn sich der Fluss durch eine Dünenlandschaft schlängelt.
Der Fluss durchquert am Unterlauf das Dorf Õngu. Er mündet dann in die Bucht Mardihansu (Mardihansu laht) in die Ostsee.